# الهيشة (حريب)

تعديل مصدري - تعديل

الهيشة هي إحدى قرى عزلة ال عقيل بمديرية حريب التابعة لمحافظة مأرب، بلغ تعداد سكانها 328 نسمة حسب تعداد اليمن لعام 2004.